# 900 дней. Миф и реальность ленинградской блокады
«900 дней» — голландский документальный фильм о выживших ветеранах в годы блокады Ленинграда, снятый в 2011 году режиссёром Джессикой Гортер. Мировая премьера фильма состоялась на Международном фестивале документального кино в Амстердаме, где он получил приз за лучший голландский документальный фильм. Также был представлен на фестивале «Послание к человеку».

## Создание фильма
Окончив Голландскую академии кино и телевидения в Амстердаме, Джессика Гортер работала в качестве независимого режиссёра. Её больше всего интересовала постсоветская тематика. Она впервые оказалась в Санкт-Петербурге в 1990 году в восемнадцатилетнем возрасте. Она отмечала: «Конечно, живя в этом городе, невозможно не слышать о блокаде Ленинграда, когда из почти трёх миллионов жителей города треть умерла от голода».

## Сюжет
Фильм посвящён «живым жертвам блокады Ленинграда». Выжившие блокадники и ветераны Великой Отечественной войны стали его участниками и делятся своими воспоминаниями.

## Критика
Крупнейшая ежедневная газета Нидерландов De Telegraaf написала, что это «блестящий фильм о блокадном Ленинграда», а американский еженедельник Variety отметил, что это «великолепный материал, который с другого ракурса даёт возможность посмотреть на историю войны и её последствия».

## Награды
- Приз за лучший голландский документальный фильм на Международном фестивале документального кино в Амстердаме.